# Burren (Cavan)

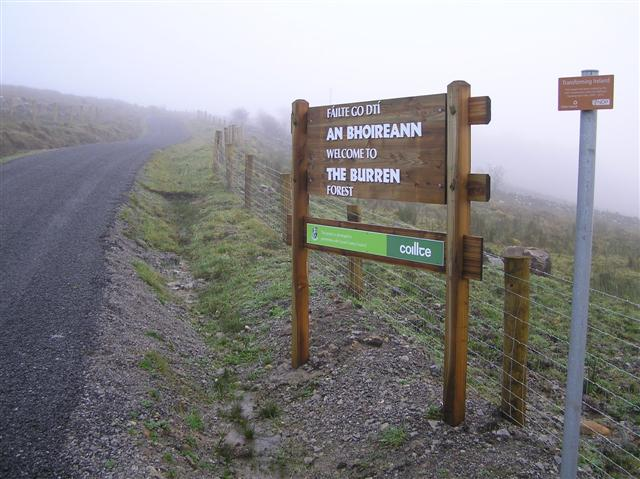
Zugang

Der Burren [ˈbʌɹən] (irisch An Bhoireann [ən̪ˠ ˈwɛɾʲən̪ˠ], „steiniger Ort“) ist eine Karstlandschaft im Norden des County Cavan in Irland. Vergleichbare Landschaften finden sich in den Countys Clare (Burren) und Down in Nordirland und in Großbritannien in: Durness, auf der Insel Skye sowie in Cumbria Perthshire, Yorkshire und Süd-Wales. 
Der Burren von Cavan ist ein Kalksteinplateau etwa drei Kilometer südlich von Blacklion, nordwestlich vom Cuilcagh-Mountain. Er ist Teil des Marble Arch Caves Global Geopark, einer der zahlreichen UNESCO Global Geoparks.
Der Burren ist eine Landschaft in der Denkmäler, Findlinge, Wohnplätze und Felder aus prähistorischer Zeit überstanden. Neben Abnormitäten der letzten Eiszeit finden sich vorglaziale Trockentäler und Dolinen. Die im Kalkstein eingebetteten Fossilien sind die Korallen eines tropischen Meeres von vor 350 Millionen Jahren. Das Gebiet ist ein Palimpsest der menschlichen und geologischen Geschichte, die im Karst aufgezeichnet ist.

Burren von Cavan
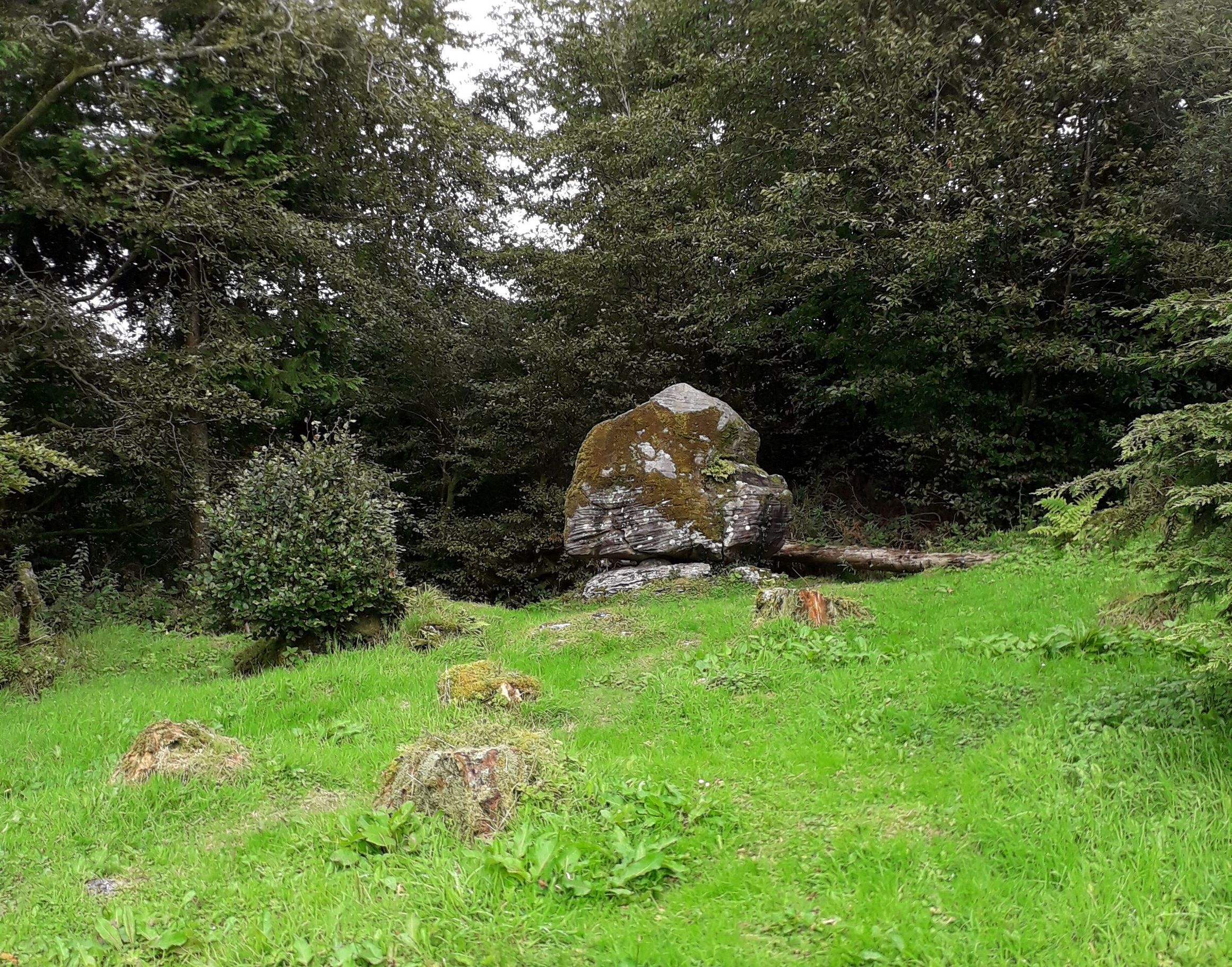
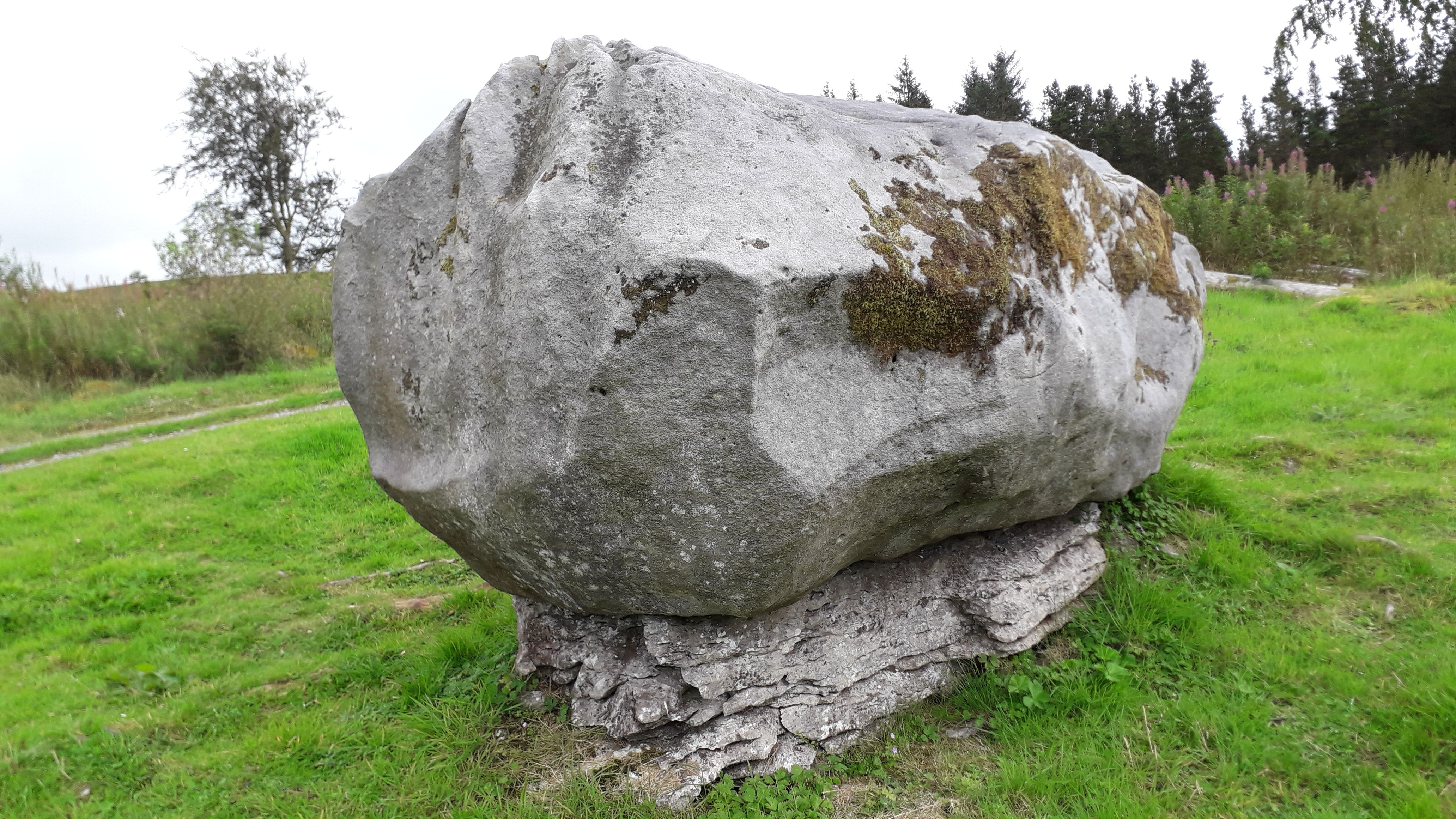
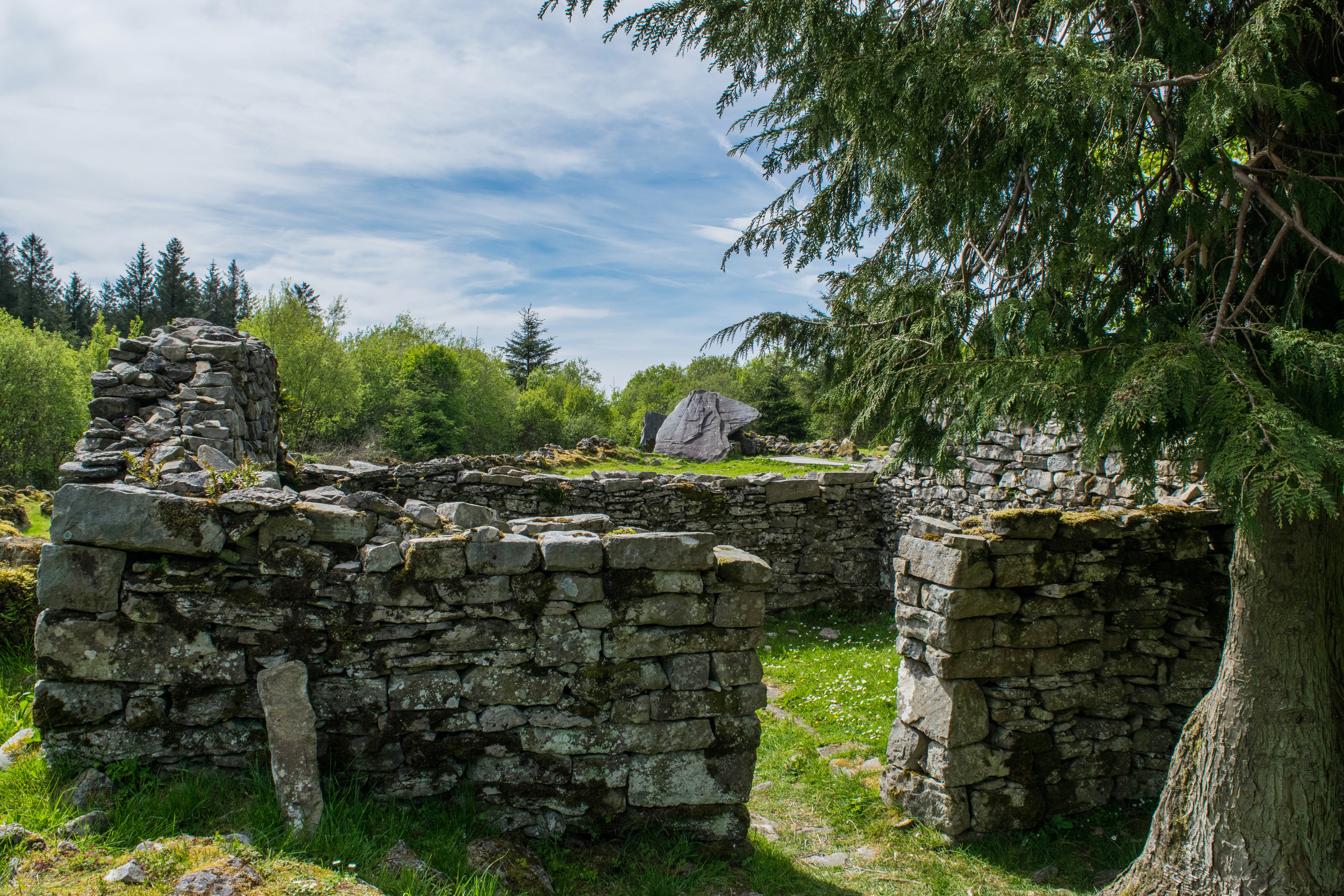
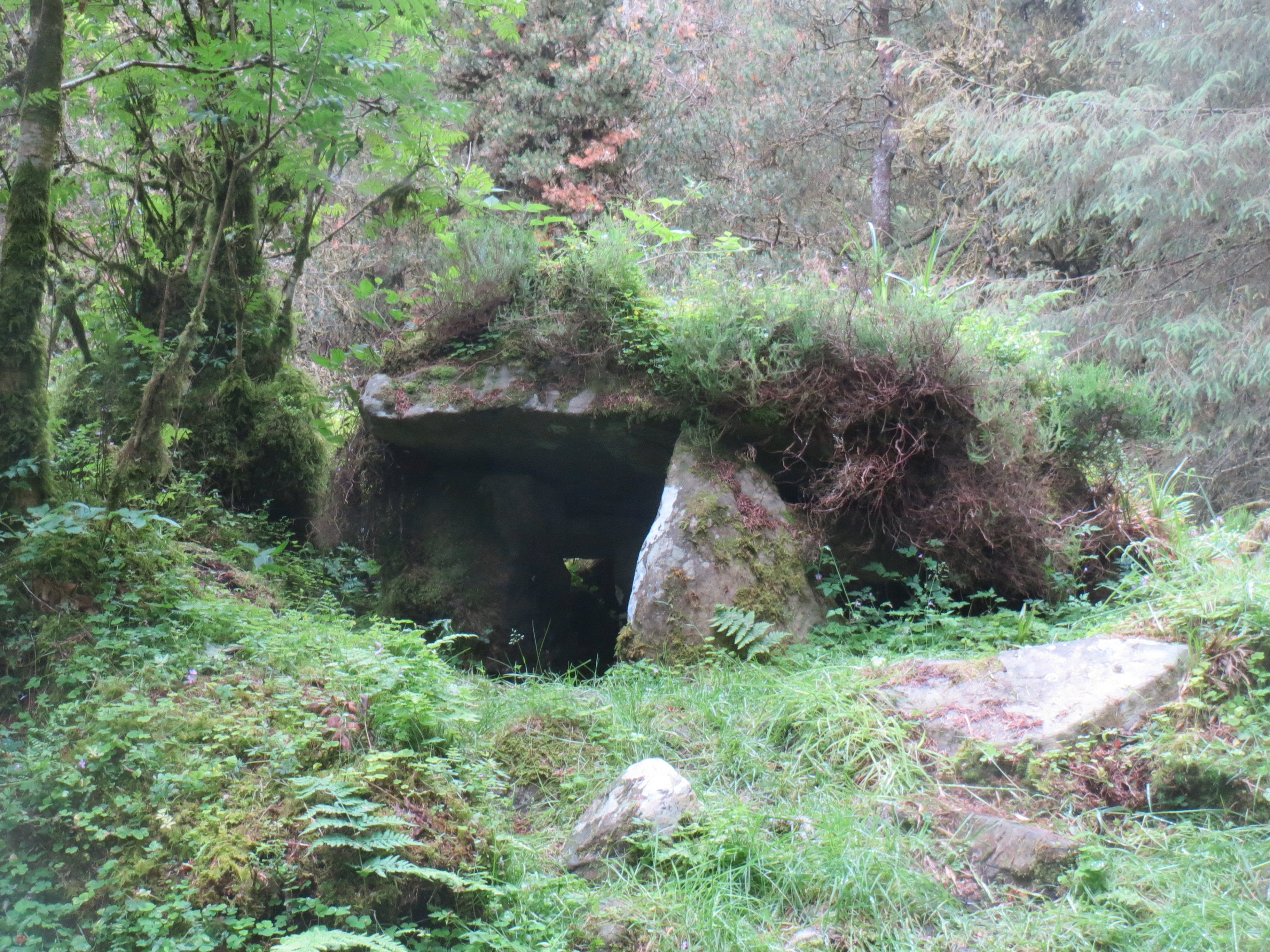

Seine geographische Lage sowie die politische Lage im benachbarten Nordirland haben im letzten Drittel des 20. Jahrhunderts zu einem allgemeinen Mangel an Wissen und Anerkennung der archäologischen Stätten im Burren beigetragen.